# 周富徳
周 富徳（しゅう とみとく、1943年3月11日 - 2014年4月8日）は、広東料理の料理人・実業家。神奈川県横浜市中区山下町の横浜中華街出身。愛称は「炎の料理人」。

## 経歴

### 料理人の道へ
両親は中国広東省出身。父親も横浜中華街で料理人を営んでいた。
在日中国人二世。武相高等学校卒。兄に中華料理店オーナーの周富新、弟に同じく料理人の周富安、周富輝がいる。また、息子の周志鴻（しこう）も料理人である。
18歳で料理の道に入る。1961年に東京・新橋「中国飯店」に入社して修行を積み、東京・西新宿の京王プラザホテル「南園」を経て、「聘珍樓」、「赤坂璃宮」で総料理長を歴任。1993年に「広東名菜富徳」青山店のオーナーとして独立した。

### テレビへの出演
テレビ番組には、「南園」時代からNHK『きょうの料理』に出演していたが、1990年代に入ってからは、テレビ東京系『浅草橋ヤング洋品店』、TBS系『わいど!ウオッチャー』火曜日のコーナー「周富徳の中華指南」、フジテレビ系『たほいや』などの番組への出演でブレイクし、全国区の人気となった。
特に『浅草橋ヤング洋品店』の人気コーナー「中華大戦争」では、弟や譚彦彬（学生時代の同級生）、金萬福らも巻き込んだ。当時「カメラ目線」と浅草キッドらに突っ込まれていたが、実際はカメラのアップが嫌で睨んでいたのを「カメラ目線」と受け取られたというのが本人の弁である。
さらに、フジテレビ系『料理の鉄人』にも出演、大親友でもある初代和の鉄人・道場六三郎との戦いでの活躍も有名である（対戦結果は1勝1敗）。
料理人の枠を超えて、タレント的な活動を展開していた。1993年10月26日放送の日本テレビ『いつみても波瀾万丈』にゲストとして出演し、半生が回顧された。翌1994年12月31日の『NHK紅白歌合戦』（第45回、NHK総合・ラジオ第1）にゲスト出演するほどの勢いだった。

### 不祥事
その後も中華料理店を多数経営し、各地で講演活動を行うなどしていたが、1990年代後半にはセクハラ疑惑が報じられた。
2001年には法人税を脱税（約4,700万円）したことで、懲役1年執行猶予3年、罰金1,000万円の有罪判決を受けた。また、これを報じた日本テレビ系『ザ・ワイド』のレポーターの直撃を受けた際に蹴りを入れた映像が何度も放送された。これらの影響によりメディアへの出演が激減し、自身が営んでいた中華料理店の経営も悪化した。
青山の「広東名菜富徳」以外にも、以下の店舗を経営していたが、のちに閉店している。
- 富徳 - 千葉県柏市名戸ケ谷888−1。「PAZ新柏」2階の文教堂書店横にあった。跡地にはくら寿司が出店。
  - 「PAZ新柏」は、ヨークマート新柏店（現：ヨークフーズ新柏店）を核店舗とする2階建てのショッピングセンターで、新柏駅からは徒歩30分程度。
- 王宮 - 埼玉県大宮市（現：さいたま市大宮区）。大宮駅西口のファッションビル「アルシェ」8階にあった。
- 王宮茶房 - いわゆるデパ地下惣菜店。「王宮」と同じ大宮駅の駅ビル「ルミネ2」1階にあった。

### 晩年
著書に『周さんのダイエット中華―おいしく食べてスッキリやせる』（廣済堂出版、1994年）があるが、自身は糖尿病を患っていた。
2013年8月に肺炎を患ったため、毎月「広東名菜富徳」で行っていた料理教室を休んだ。その後は入退院を繰り返し、病状が悪化していた。
2014年4月8日 23時37分、誤嚥性肺炎のため、横浜市中区の病院で死去した。71歳没。葬儀は家族葬で執り行われた。
横浜市中区の馬車道通りで中華料理店「生香園」を経営する弟の富輝は、富徳の死に際し「兄は俺の師匠。たくさん教えてもらった。兄を超えるのが恩返しだと思っているけど、たぶん無理。でも頑張るよ」と、新聞社の取材に対して語った。しかし2024年には「生香園」の食品偽装が『NEWSポストセブン』によって告発されている。
青山の店「広東名菜富徳」は長男の志鴻が跡を継ぎ営業を続けていたが、2022年10月末に閉店した。

## 出演CM
- アサヒ飲料「アサヒ烏龍茶」（1993年、石坂浩二と共演[注 1]）
- カネボウフーズ「広東焼きそば」（1994年）
- 味の素「Cook Do」（棒棒鶏、麻婆茄子、オイスターソース。いずれも1995年前後）、「丸鶏がらスープ」（1995年）
- 国際電信電話（KDD）「KDDファミリートーク」（1990年代）
- タカラブネ（1994年前後、シュークリーム・エクレアのセールCM。コック帽の代わりにシュークリームを模った帽子をかぶる横に「シュー富徳」の文字、エクレアを模った帽子をかぶり「エクレアお得」という文字が表示された駄洒落CM）

## 著書

### 単著

#### レシピ本
- 『周富徳の広東料理は野菜がうまい』NHKきょうの料理シリーズ、日本放送出版協会、1991年。ISBN 414187504X
- 『周富徳の究極中華虎の巻』Recruit Special Edition、メディアファクトリー、1993年。
- すぐできるおいしい中華の家庭料理 (1993年)
- 厨房の御馳走 (御馳走読本) (1994年)
- 周富徳の中華人生相談 (1994年)
- チャーハン人生論 - ちょっとおいしい僕の生き方 (1994年)
- 周さんのダイエット中華 - おいしく食べてスッキリやせる (1994年)
- 『周富徳 低カロリーの中華 簡単に作れるヘルシーメニュー・カロリー表示付き』扶桑社、1994年。ISBN 4594013899
- 『周富徳の覚えて得する広東のおかず』NHKきょうの料理シリーズ、日本放送出版協会、1994年。
- 『周富徳 レシピ 料理の達人３６５日』『週刊女性』別冊、主婦と生活社、1995年。
- 気軽に家庭で作れる中華料理 4 (周富徳料理シリーズ 4) (1995年)
- 『朝は健康お粥から』ワニブックス、1995年2月、ISBN 4847012291
- 決定版 周富徳 ベスト100 中華 (2014年)

### 共著
- 金萬福『周富徳 VS 金万福 ご家庭大中華』メディアファクトリー、販売/リクルート、1994年5月。
- 周さんとキョンファさんの楽楽料理単菜―楽しく作って、楽しく食べたい (1998年)

#### 漫画版レシピ本
- 赤星たみこ（漫画）
  - レタスクラブシリーズ、SSコミュニケーションズ
    - 『漫画で教えてもらった 周さんのハナマル8分中華』1995年10月。ISBN 4827540012
    - 『漫画で教えてもらった 周さんのメチャウマ200円中華』1995年10月。ISBN 4827540020
    - 『漫画で教えてもらった 周さんのきれいになる週3中華』1996年3月。ISBN 4827540047

  - ヒット出版社
    - 『周富徳直伝!! ひと味かえて本格家庭中華 1 上巻』1999年4月。ISBN 9784894650107
    - 『周富徳直伝!! ひと味かえて本格家庭中華 2 下巻』1999年8月。ISBN 9784894650114

## 周富徳を題材にした作品
- 『周富徳物語 食の魔術師』フーディアム・コミュニケーション、1993年6月。ISBN 4938642069
- 『小説・料理の鉄人 1』小山薫堂、扶桑社文庫、1994年8月。 ISBN 4-59401-504-2
- 『純白の殺意 グルメライター水沢風味子・周富徳の殺人レシピ』新津きよみ、ホリプロ、1994年11月。
- 『中華名人 周ロック・ホームズ-香港デラックス・ツアー殺人事件』金春智子、ホリプロ、1995年11月。
- 『周ロック・ホームズ―雨の軽井沢殺人事件』志茂田景樹、湘南出版センター、1996年7月10日。

### 炎の料理人 周富徳
今泉伸二による漫画作品。総合企画・原案はKISHO、原作は荒仁。『スーパージャンプ』に1994年11月より約2年間連載された周富徳の半生記だが、作中に架空の国の国王が登場するなどフィクション性が強い。単行本は全9巻（集英社）。
1995年12月1日には、フジテレビ系列『金曜エンタテイメント』でテレビドラマ化された。主人公は堂本光一。